# カロタイプ

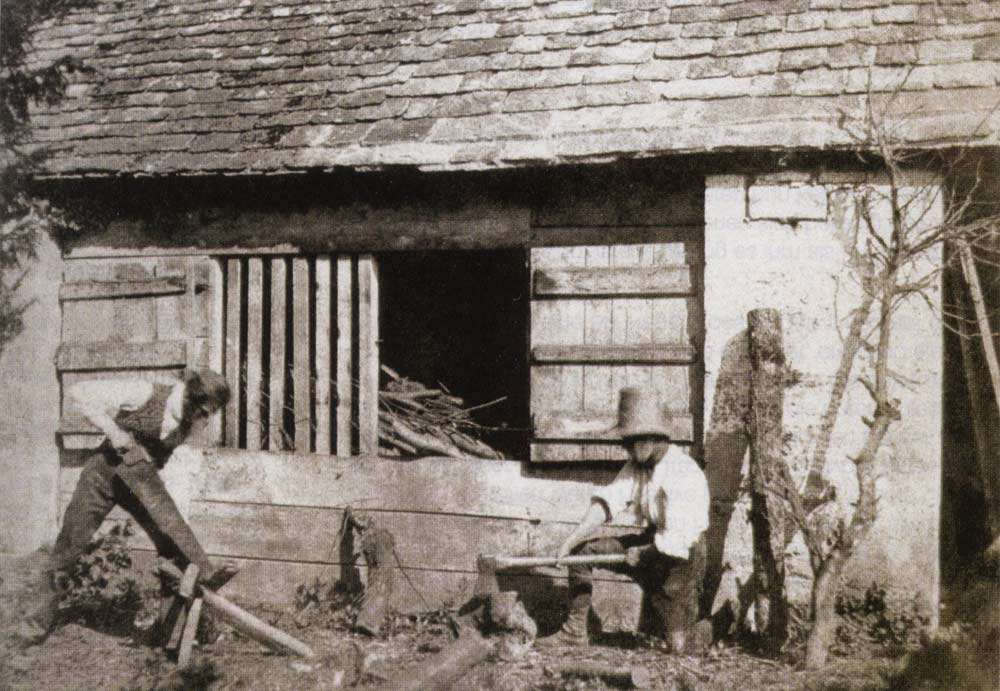
カロタイプ（タルボット撮影、1842年または1843年頃）

カロタイプ（Calotype）は、イギリスの科学者ウィリアム・ヘンリー・フォックス・タルボットが発明した写真技法である。ギリシア語のΚαλος（Kalos 、美しい）から命名された。史上初のネガ - ポジ法であり、複製が可能という点でダゲレオタイプに優っていた。
製法は、食塩水につけて乾燥した後硝酸銀溶液を含浸させた紙を感光材料とし、カメラ・オブスクラに入れて撮影し、硝酸銀、酢酸、没食子酸の混合溶液で現像、臭化カリウム（のちにチオ硫酸ナトリウム）溶液で定着して6cm×6cmのネガティブ像を得るというものである。露光時間は、晴天の屋外で1分程度であった。
タルボットが撮影した写真の中で一番古い写真は1835年に別荘の書斎の窓から撮影されたもので、ロンドンのサイエンス・ミュージアムにある。タルボットはこの原理を1835年8月に発明していたが製法を秘密にしており、ルイ・ジャック・マンデ・ダゲールがダゲレオタイプを発明し1839年に発表したのを聞いて急いで報告書をまとめ、写真発明の優先権を主張したが認められず、写真発明の名誉を取られる形となった。
この時点では明暗の階調が逆のネガティブ像であったが、その後ネガティブ像を複写することでポジティブ像を得ることに成功、ネガ - ポジ法を完成させて1841年にイギリス特許を取得した。この方法の大きな利点は、複写によりポジティブ像を得るので1枚のネガから何枚でも写真を作れることである。ポジティブ像を写真を作る際に紙を複写するので繊維が映り込み、ダゲレオタイプのようなシャープさはなかったが、絵画のようなマチエールを生かした写真が作られた。
なおフランスのイポリット・バヤール（Hippolyte Bayard ）も1839年にほぼ同様の写真術を発明していたが、タルボット同様彼の発明が認められることはなかった。
その後、改良が行われて写真湿板、写真乾板が発明され、複製の画質が向上することになる。